# Cypraecassis testiculus
Cypraecassis testiculus (nomeada, em inglêsː reticulated cowry helmet, reticulate cowrie-helmet ou Senegal cowry helmet; em alemãoː Netz-Helmschnecke; em português (POR)ː elmo-do-Senegal) é uma espécie de molusco gastrópode marinho predador pertencente à família Cassidae. Foi classificada por Carolus Linnaeus em 1758; descrita como Buccinum testiculus. É nativa do oeste do oceano Atlântico; da Carolina do Norte, Flórida e Texas (EUA), às Bermudas, mar do Caribe, incluindo costa leste da Colômbia e Venezuela, no norte da América do Sul, e pela costa nordeste e sudeste brasileira, do Ceará até São Paulo e indo para Santa Catarina, na região sul do Brasil; mas também no leste do oceano Atlântico, da ilha de Ascensão e de Angola às Canárias e Cabo Verde, na costa oeste da África.

## Descrição da concha
Conchas de 6.5 ou 8.5 até 10 centímetros, em sua forma africana (no passado uma subespécieː Cypraecassis testiculus senegalica, agora em desuso); sem perióstraco ou opérculo; ovaladas (daí provindo a denominação testiculus de sua espécie) e com superfície dotada de escultura reticulada e fina, bem visível, de coloração alaranjada a castanho-avermelhada, com manchas de mais escuras a cinzentas. Espiral relativamente baixa e dotada de pequenos nódulos abaixo dela, em alguns espécimes. Escudo parietal fortemente caloso, creme-alaranjado. Lábio externo espesso e liso, com 7 pares de manchas escuras e 20 projeções internas semelhantes a dentes. Columela dotada de 24 dentículos longos. Sem varizes de crescimento. Canal sifonal curto, formando uma dobra sifonal.

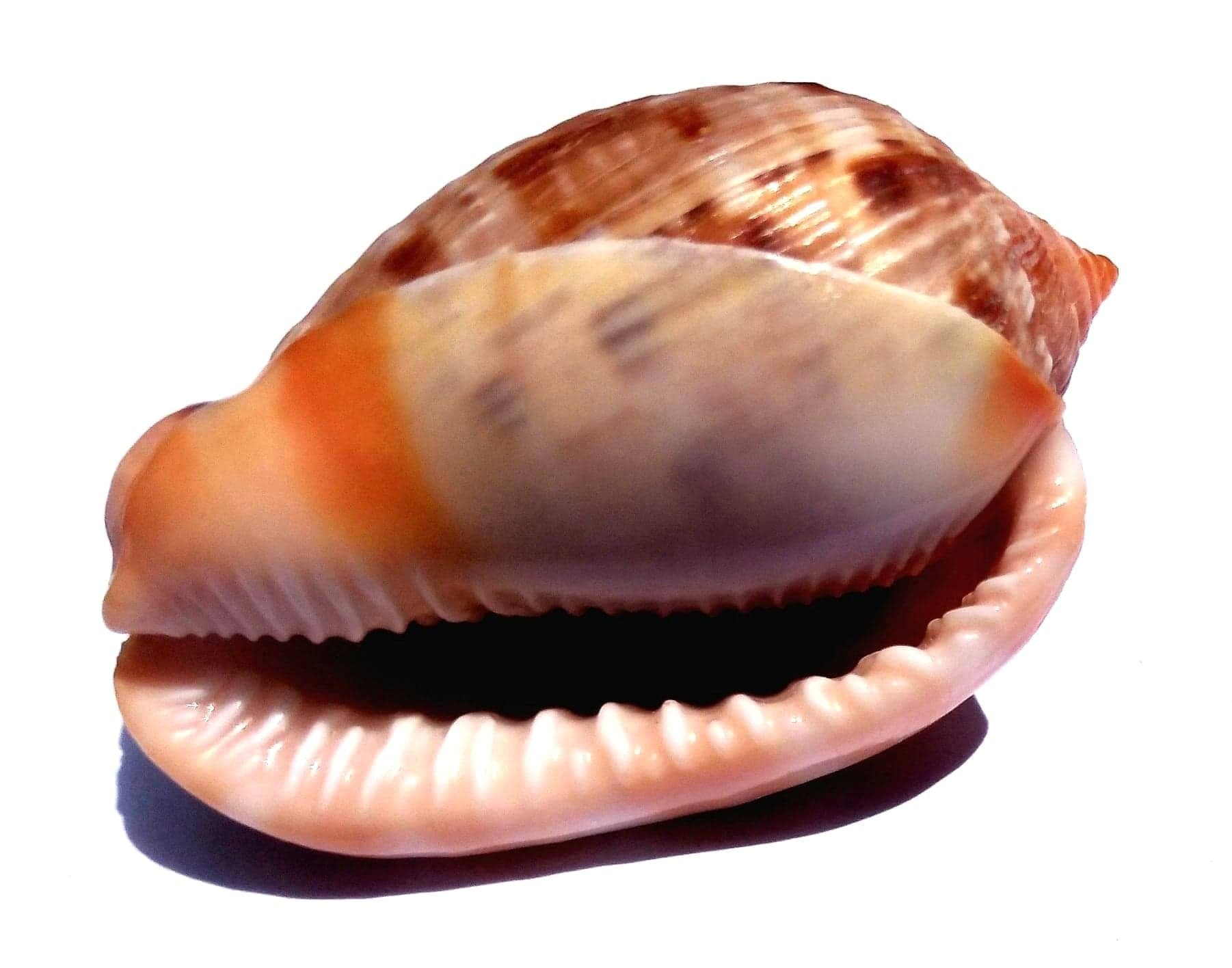
Vista inferior da concha de C. testiculus; espécime da região nordeste do Brasil.

## Habitat
Cypraecassis testiculus ocorre em águas rasas da zona entremarés até os 60 metros de profundidade e em substrato arenoso, com ervas marinhas e recifes de coral, ou em bancos de areia em alto-mar; predando ouriços-do-mar, seu alimento.